# Hedy Fry
Pour les articles homonymes, voir Fry.
Hedy Fry (née le 6 août 1941 à San Fernando en Trinité-et-Tobago) est une femme politique et médecin canadienne.

## Biographie
Elle représente la circonscription de Vancouver-Centre, en Colombie-Britannique, sous la bannière du Parti libéral du Canada.
Le 4 mai 2006, elle annonce sa candidature à la direction du Parti libéral ; elle est la 11e personne, la 3e femme et une des deux personnes de l'Ouest canadien à poser sa candidature. Le 25 septembre, elle se retire de la course et accorde son appui à Bob Rae.